# Acquedotto storico di Genova

L'acquedotto storico di Genova è un'antica struttura architettonica situata nella val Bisagno, che ha garantito per secoli l'approvvigionamento idrico del comune di Genova e del suo porto. Ha inizio dal comune di Bargagli, nell'alta valle, e attraversa per intero i quartieri di Struppa, Molassana, Staglieno e la circonvallazione a monte, nel quartiere di Castelletto, dove si divide in due rami che terminavano nei pressi del porto antico, uno alla darsena e l'altro all'altezza della ripa, in piazza Cavour, dopo aver alimentato la grande cisterna di piazza Sarzano.
Oggi l'acquedotto si configura come un percorso pedonale lungo circa ventotto chilometri, in uno scenario rilevante sotto moltissimi punti di vista: dalle architetture civili e monumentali di cui abbiamo esempio nel ponte canale sul rio Torbido o nel portale del Barabino alla Rovinata, all'archeologia industriale del ponte sifone sul Geirato e del suo gemello sul Veilino, dalle passeggiate nel verde del tratto Pino sottano - Trensasco alla gola di Fossato Cicala, scoprendo continuamente come l'acquedotto si è trasformato e mimetizzato giungendo nel centro cittadino.

## Storia

### L'acquedotto romano
Le origini dell'acquedotto storico di Genova risalgono alla conquista romana dell'area.
La val Bisagno sin da quell'epoca ha fornito l'acqua potabile alla città di Genova per le necessità degli abitanti e per il rifornimento delle navi. Durante il percorso l'acqua era utilizzata anche come forza motrice di molini e opifici.
Benché non ne siano rimaste tracce archeologiche, gli storici sono abbastanza concordi nel ritenere che nell'area di Molassana, intorno al 200-150 a.C., tra il "Giro del Fullo" e il monte Montanasco, avvenne la prima captazione di acque dal Fortor (il nome latino del Bisagno), arricchite dai corsi d'acqua provenienti dalla val di Lentro e da altri affluenti minori.
Sulle alture sopra il Giro del Fullo una cascata formava il Lacus Dragonarius, dal quale l'acqua veniva portata mediante fossati e condotte fino al piano di Sant'Andrea effettuando un percorso di sette chilometri. Gli studiosi della fine dell'Ottocento e dell'inizio del Novecento attestavano ancora di poter individuare alcuni resti dell'antico acquedotto romano. Tuttavia essi sono stati distrutti durante le grandi opere di urbanizzazione del primo Novecento. Oggi l'unico rudere rimasto dell'acquedotto romano si trova nel quartiere di Staglieno, in via delle Ginestre.

### L'acquedotto medievale
Lo sviluppo del porto e dell'abitato indussero nei secoli successivi i governanti a ricercare più copiose sorgenti in altura. Il primo tracciato dell'acquedotto medievale captava le acque del torrente Veilino, affluente del Bisagno, sopra la necropoli di Staglieno. Questo primo acquedotto medievale consisteva in un canale a pelo libero con pendenza costante del 2‰. Secondo alcuni studiosi fu realizzato già attorno al 1050, prima ancora della nascita della Compagna Communis, ma la prima attestazione scritta dell'acquedotto risale al 1295 e si riferisce alla Presa Poggetti sul Veilino. 
Nel 1355 il punto di inizio dell'acquedotto venne spostato a monte presso la frazione di Trensasco e il nuovo ramo dell'acquedotto fu realizzato da Marin Boccanegra, della famiglia del capitano del popolo Guglielmo. Contemporaneamente venne ampliato il canale nella parte bassa e venne costruito il ponte canale di Sant'Antonino, ancor oggi visibile vicino al casello autostradale Genova Est. 
La penuria idrica portò nel 1491 alla creazione del Magistrato delle acque, che preparò una specie di piano regolatore volto all'incremento delle risorse innanzitutto sul tratto esistente, mediante la costruzione di canali laterali per captare ulteriori corsi d'acqua. Alla fine del medioevo, oltre alle prese di Presa Poggetti e di Trensasco funzionavano le prese di Sant'Antonino (XII secolo), Campobinello (XIII secolo), Cicala (1350), Figallo e le due di San Pantaleo.

### L'acquedotto nell'età moderna
Successivamente, il magistrato delle acque provvide al prolungamento dell'acquedotto da Trensasco alla frazione La Presa di Bargagli, deciso nel 1623 e attuato in pochi anni. La località si chiamava in precedenza "Schienadasino" e venne chiamata "La Presa" proprio perché era diventata il principale luogo di captazione dell'acquedotto cittadino.
In città l'acquedotto si divideva in due rami: quello principale (detto di Ponente o di Castelletto) entrava in città dall'attuale Piazza Manin, da dove proseguiva fino a Castelletto seguendo il tracciato che sarà poi ripreso dalla Circonvallazione a Monte. Di qui scendeva in via Cairoli e di qui a Porta dei Vacca. Poi seguiva la linea di costa (l'attuale Sottoripa) per finire alla Fontana del Cannone nel Molo Vecchio. Il ramo secondario (detto di Levante o delle Fucine) si staccava all'altezza dell'attuale corso Magenta e scendeva verso il convento dei Cappuccini, salita Santa Caterina, Porta Soprana, passava per il colle di Sarzano per finire alla cisterna delle Grazie, presso la Chiesa di Santa Maria delle Grazie la Nuova.
Appena entrato in funzione, nel 1641, il giro del Geirato presentava gravi problemi di stabilità. Attorno al 1650 G.B. Costanzo propose l'abbandono del giro. Il 16 gennaio 1660 il magistrato deliberò la costruzione del ponte sifone del Geirato, che sarebbe stato il primo ponte sifone della storia. Nello studiarne il funzionamento, ingegneri genovesi ebbero lunghi carteggi con Galileo Galilei, carteggi di cui si ha testimonianza.
Le vicende di questa opera, tuttavia, appaiono incredibili: si aprì una discussione tra architetti che durò centododici anni fino al 1772. In soli cinque anni il ponte con le sue ardite arcate venne infine costruito. Ma solo nel 1793, dopo innumerevoli problemi dovuti alla scarsa tenuta delle tubature alla pressione, l'acqua del Geirato poté finalmente giungere a Genova.
Nel 1825 sotto la direzione di Carlo Barabino si captarono anche le acque del rio Torbido. Carlo Barabino realizzò un ponte sifone che tagliava la valletta del Veilino, scavalcando il cimitero monumentale di Staglieno con poche arcate, su cui correva la tubazione in ripidissima discesa e risalita, tagliando il lunghissimo percorso di costa del precedente acquedotto medioevale. Per più di cento anni il ponte sifone ha rifornito Genova.

## Tratti residui dell'acquedotto storico
Durante i secoli di attività dell'acquedotto storico si resero necessarie opere murarie a sostegno dei canali. 
Gli amministratori si affrettarono ad intrecciare il bisogno della funzionalità e del trasporto di ingenti quantità di acqua con l'arte, dando vita ad opere di architettura ancora presenti nel capoluogo ligure e inserite nel panorama urbanistico della Valbisagno e del centro storico. Le testimonianze si ritrovano nei ponti e nelle arcate (Cavassolo, Rio Torbido, Geirato, Ronco, Trensasco, Cicala, Preli, Veilino, Sant'Antonino, Briscata, Casamavari, Burlando, Manin, Palestro, Caffaro, Castelletto, Acquasola, Sarzano, Caricamento, Mandraccio).
La storia dell'acquedotto è il racconto di una civiltà che ha espresso grandissimi architetti e ingegneri come Claudio Storace, Matteo Vinzoni, Carlo Barabino. I portici di Sottoripa sono costruiti sulle arcate dell'acquedotto che portava acqua alle navi ed anche i palazzi in cui hanno sede a piazza Corvetto l'amministrazione della città metropolitana di Genova e la prefettura, la porta dei Vacca, la fontana di Piazza Sarzano, le mura dell'Acquasola e il Campo Pisano sono pezzi storici di Genova realizzati su strutture del condotto.
L'acquedotto storico di Genova conserva ancora intatti molti dei suoi tratti. In val Bisagno abbiamo una serie di ponti e arcate a cominciare dai mulini di Davagna, passando da Struppa, Molassana, San Gottardo e Preli per arrivare alle parti rimaste nella zona di Staglieno, interrotte queste ultime dalla costruzione dell'attuale casello autostradale.
In questa zona l'acquedotto del XIII secolo si affianca alle nuove strutture del ponte-sifone progettato da Carlo Barabino, che scavalca il cimitero di Staglieno.
L'ingresso in città dell'acquedotto corrispondeva con l'iniziale percorso della circonvallazione a monte, presso la piazza Manin: ne resta almeno un passaggio, con le originarie arcate inglobate nei terrapieni della ottocentesca strada.

Entrando in città esso passava, sin dal XIII secolo, sul percorso delle mura del Barbarossa, dove è tuttora visibile, assieme alle serie di bocchette (i chiusini metallici che si trovano alle varie prese individuali nel muraglione.
Tratti superstiti sono in vico ai Forni di Castelletto (sopra la piazza della Zecca), nel ponte che attraversa la salita di San Gerolamo presso Castelletto, e, dalle parti della porta Soprana, nei resti di bocchette chiuse nella cisterna sotto le mura, cisterna trasformata in vano scala per accedere alle torri durante i restauri iniziati dall'architetto Alfredo d'Andrade.
Altri tratti sono sui resti delle mura, molto rimaneggiate, dietro al palazzo della prefettura (salita Di Negro, presso la villetta di Negro), dove il condotto passava su ampi arconi, attraversando l'allora convento di Santa Caterina.
Altro tratto era quello lasciato in parte dei portici di Sottoripa.

## La riqualificazione dell'acquedotto storico
La trasformazione della strada dell'acqua abbandonata in struttura ambientale diviene il sogno di sportivi amanti della natura e dell'aria pulita. Università, associazioni, comitati, promuovono iniziative per il recupero. Nel 2001 in occasione del G8 a Genova i progetti sono inseriti nelle priorità dall'amministrazione comunale.
Nel 2004, anno di Genova capitale europea della cultura, viene ristrutturato il ponte sifone del Veilino (anch'esso opera di Barabino). Sebbene i lavori non siano ancora definitivi si è conclusa all'inizio del 2007 una prima parte della ristrutturazione del lotto del Geirato. Questo primo intervento permette tuttavia di accedere al ponte, rimasto inagibile per decenni, nonostante la sua caratteristica strategica di collegare i percorsi interrotti tra Prato e Staglieno e nonostante la rilevanza del manufatto dal punto di vista dell'archeologia industriale: i tubi risalgono alla primissima rivoluzione industriale inglese.
Oggi il canale in pietra dove scorreva l'acqua è il camminamento per un itinerario escursionistico frequentatissimo dalle famiglie genovesi e ancora sconosciuto alla grande massa dei turisti. Il completamento della sua ristrutturazione è un tassello importante per l'allargamento del turismo nel capoluogo ligure al turismo di tipo escursionistico, da cui trarrebbe beneficio lo stupendo e spesso sottovalutato entroterra genovese.
La possibilità di una promenade-parco a mezza costa tra la vallata e il parco dei Forti di Genova (che toccano e attraversano una parte della val Bisagno) arricchisce la prospettiva di crescita della città e della provincia ed è una necessità dal punto di vista storico-culturale dato il valore e la bellezza dell'opera.
L'8 ottobre 2006 si è svolta la prima grande festa dell'Acquedotto in cui i volontari delle diverse associazioni si sono adoperati per ripulire tratti significativi del percorso e le aree limitrofe, coinvolgendo la cittadinanza con gite e stand gastronomici. L'intendimento è quello di ripetere annualmente la manifestazione.

## Galleria d'immagini

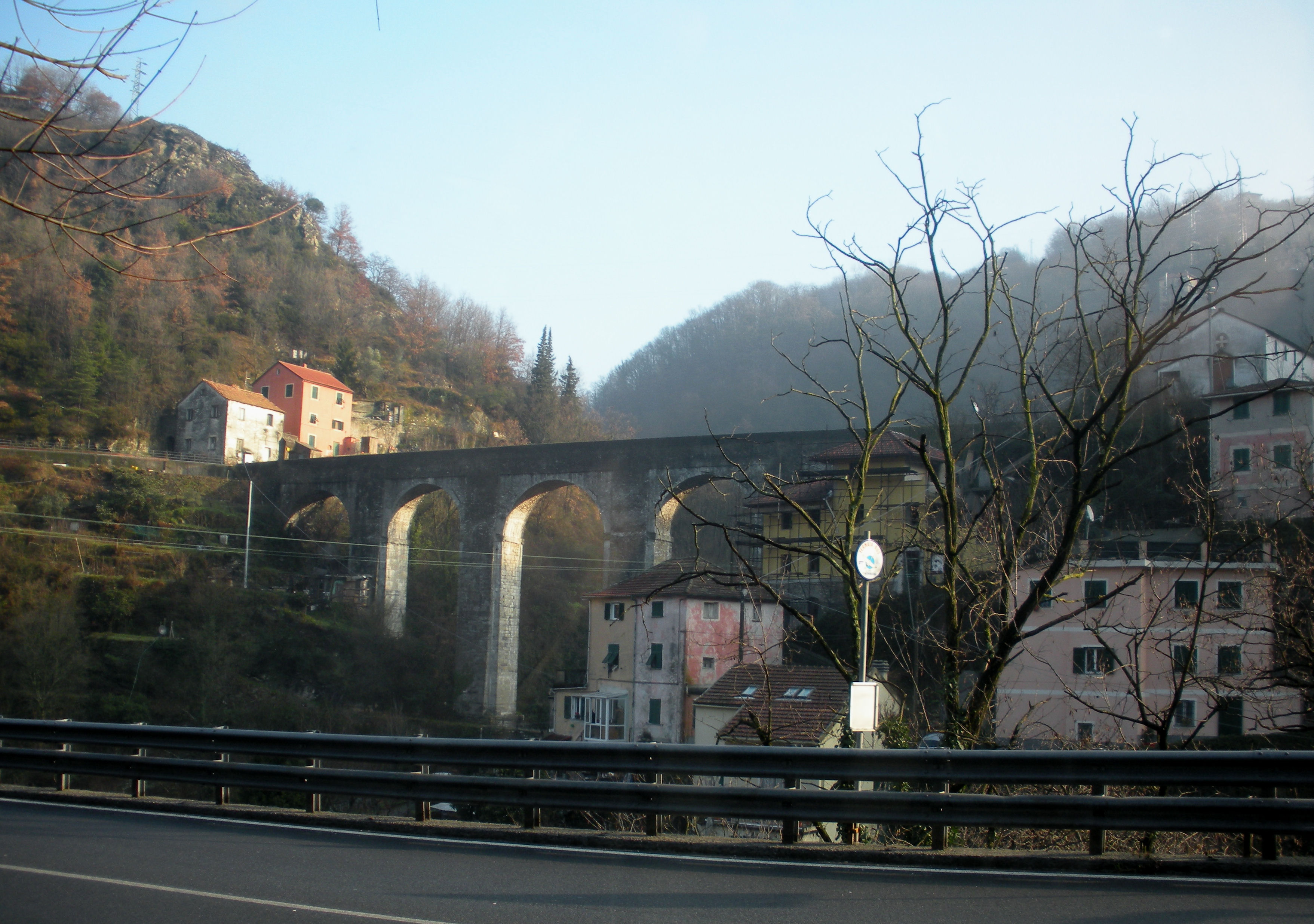
Il ponte-canale di Cavassolo (al confine fra Davagna e Genova)
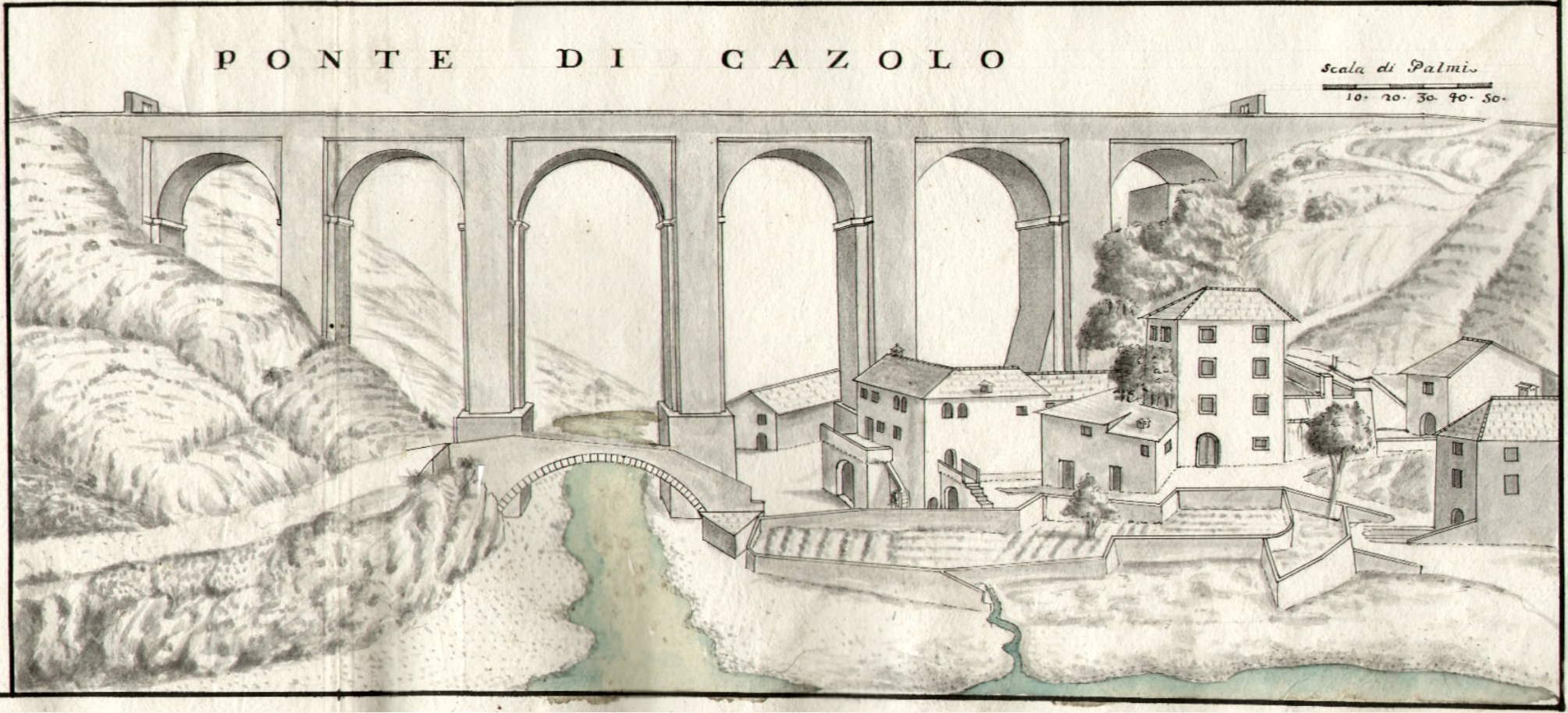
Disegno del 1729 del Ponte di Cavassolo
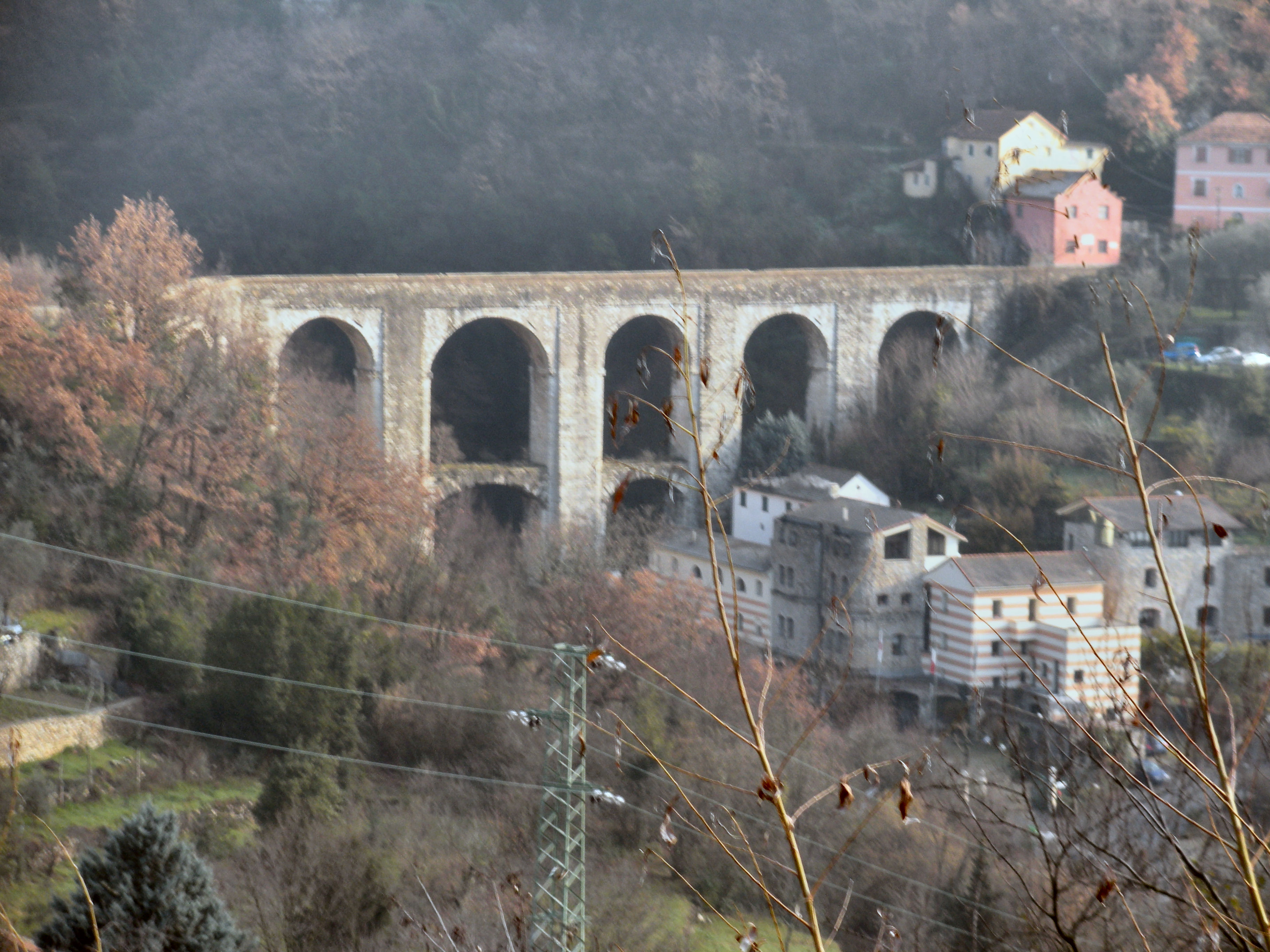
Il ponte-canale sul rio Torbido (Struppa)
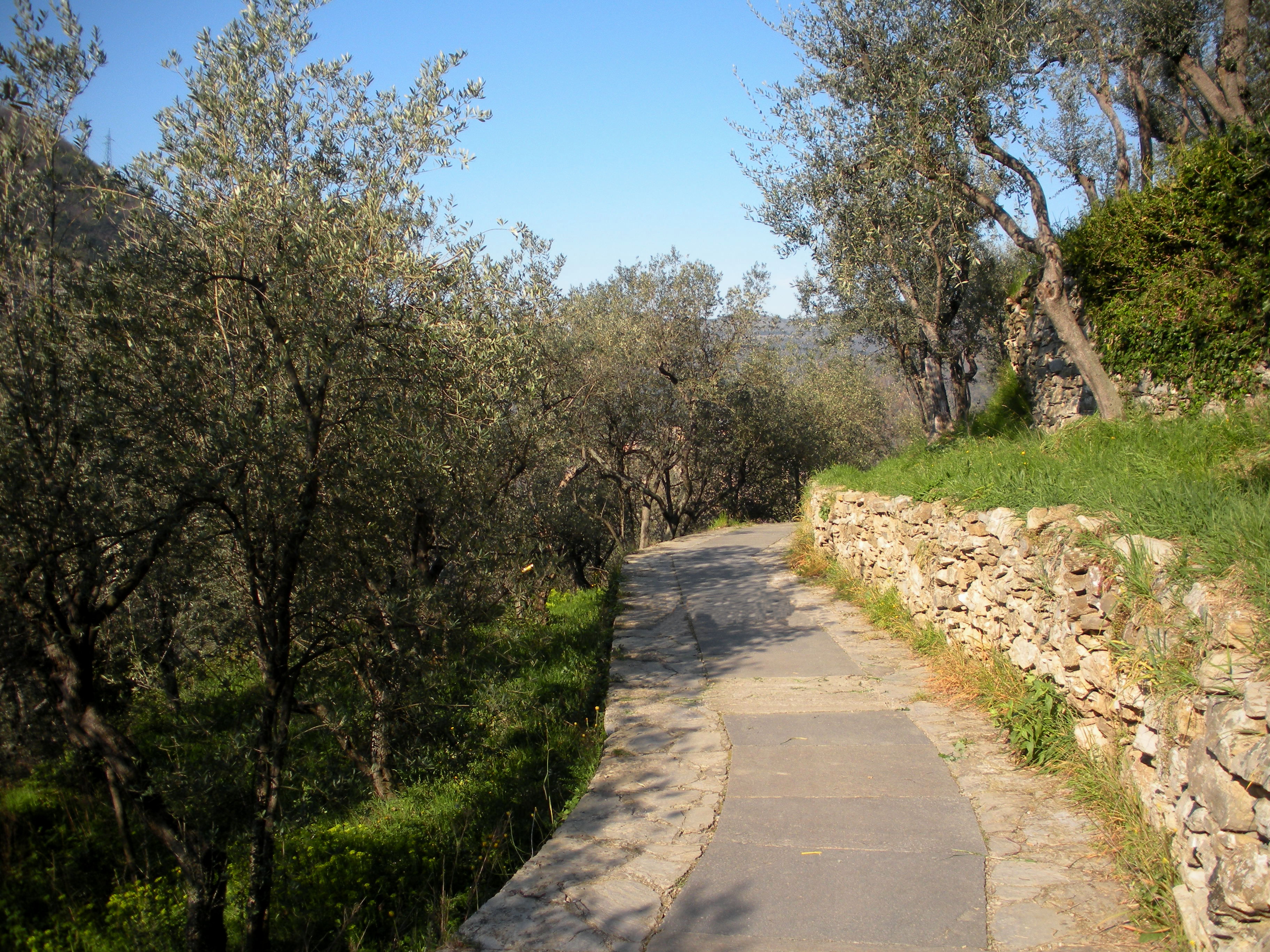
Uno scorcio del sentiero dell’acquedotto tra ulivi e muretti a secco nei pressi di Molassana alta
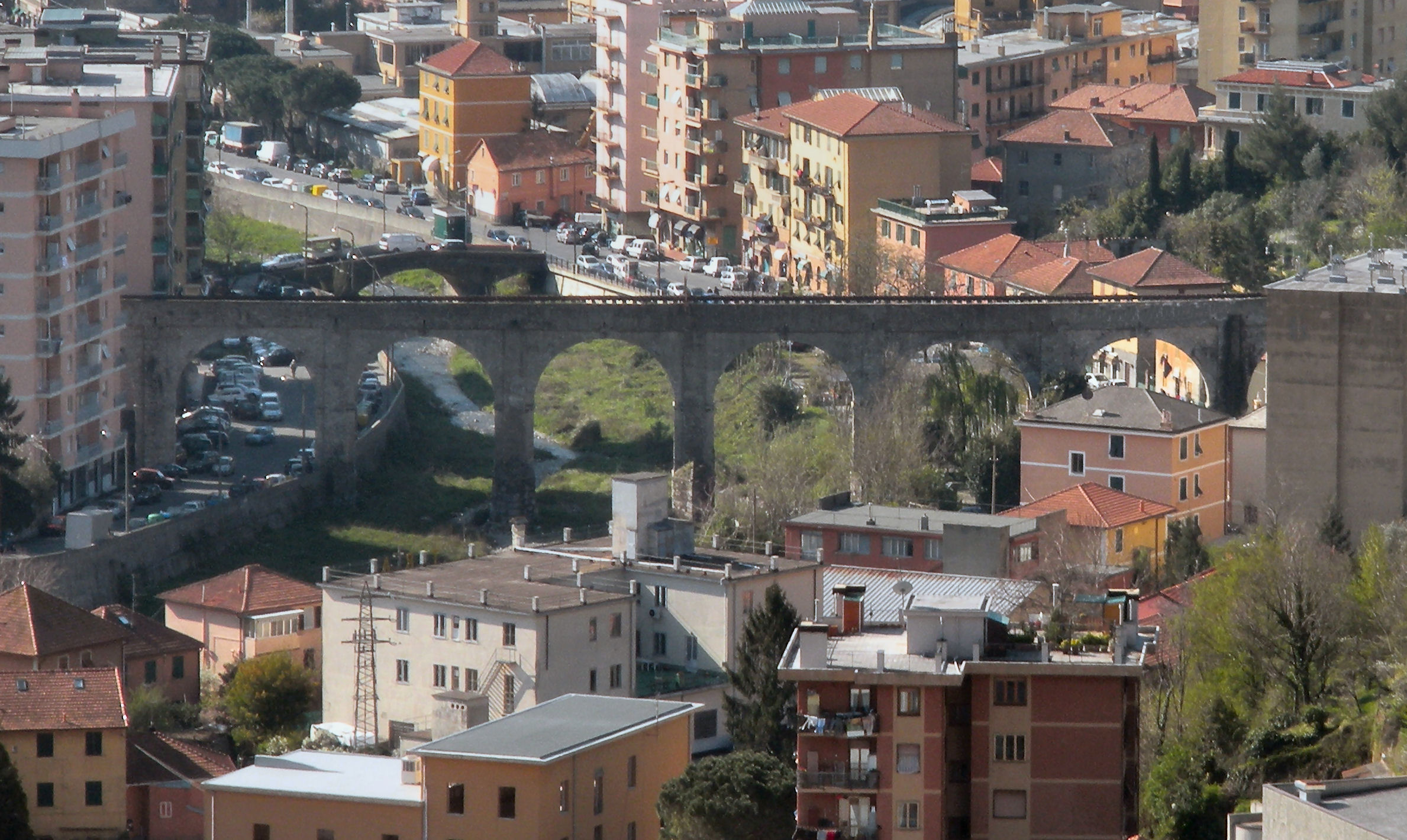
Il ponte-sifone sul torrente Geirato (Molassana)
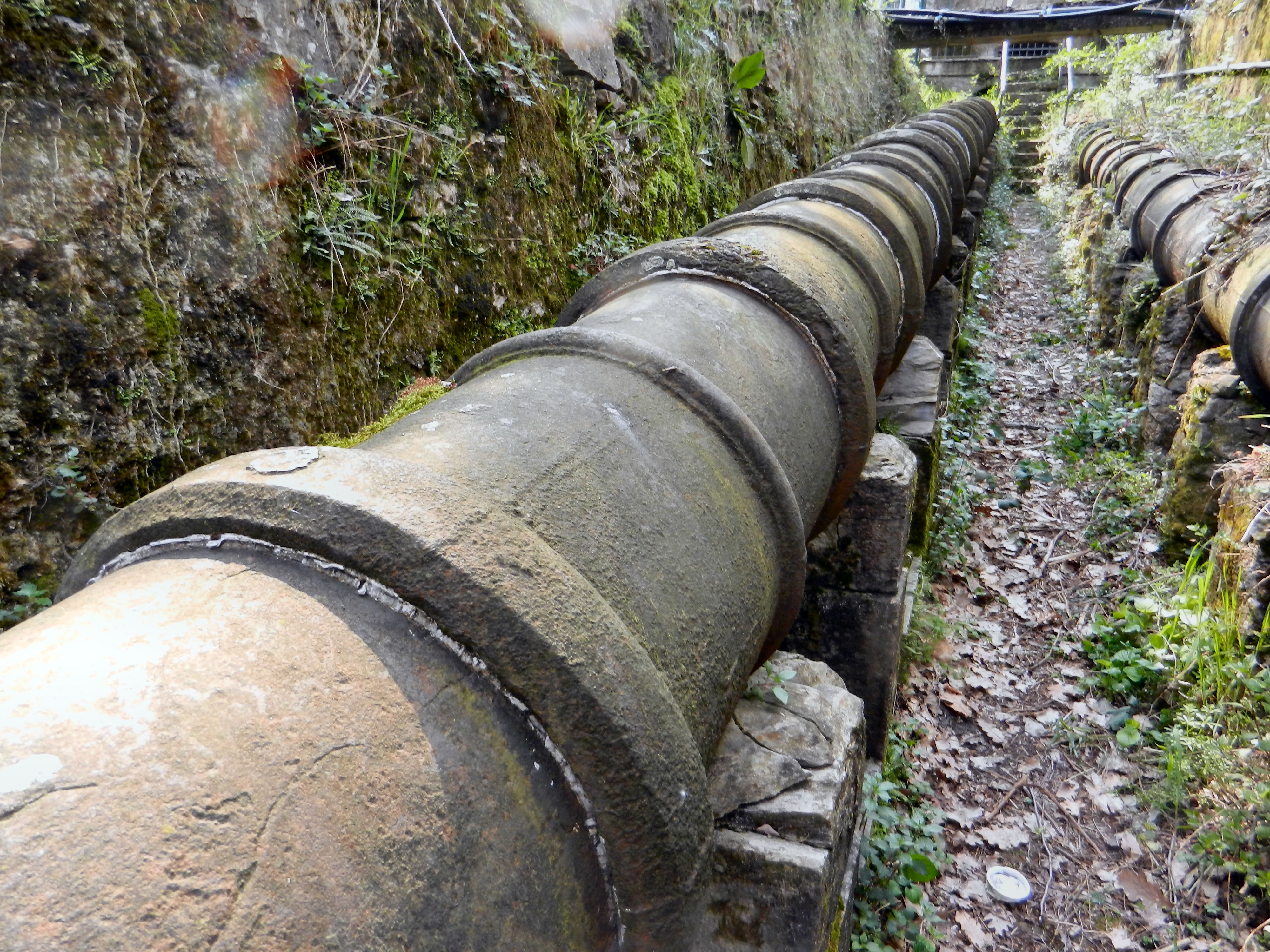
Tubi in ghisa all'imbocco del ponte sifone sul torrente Geirato
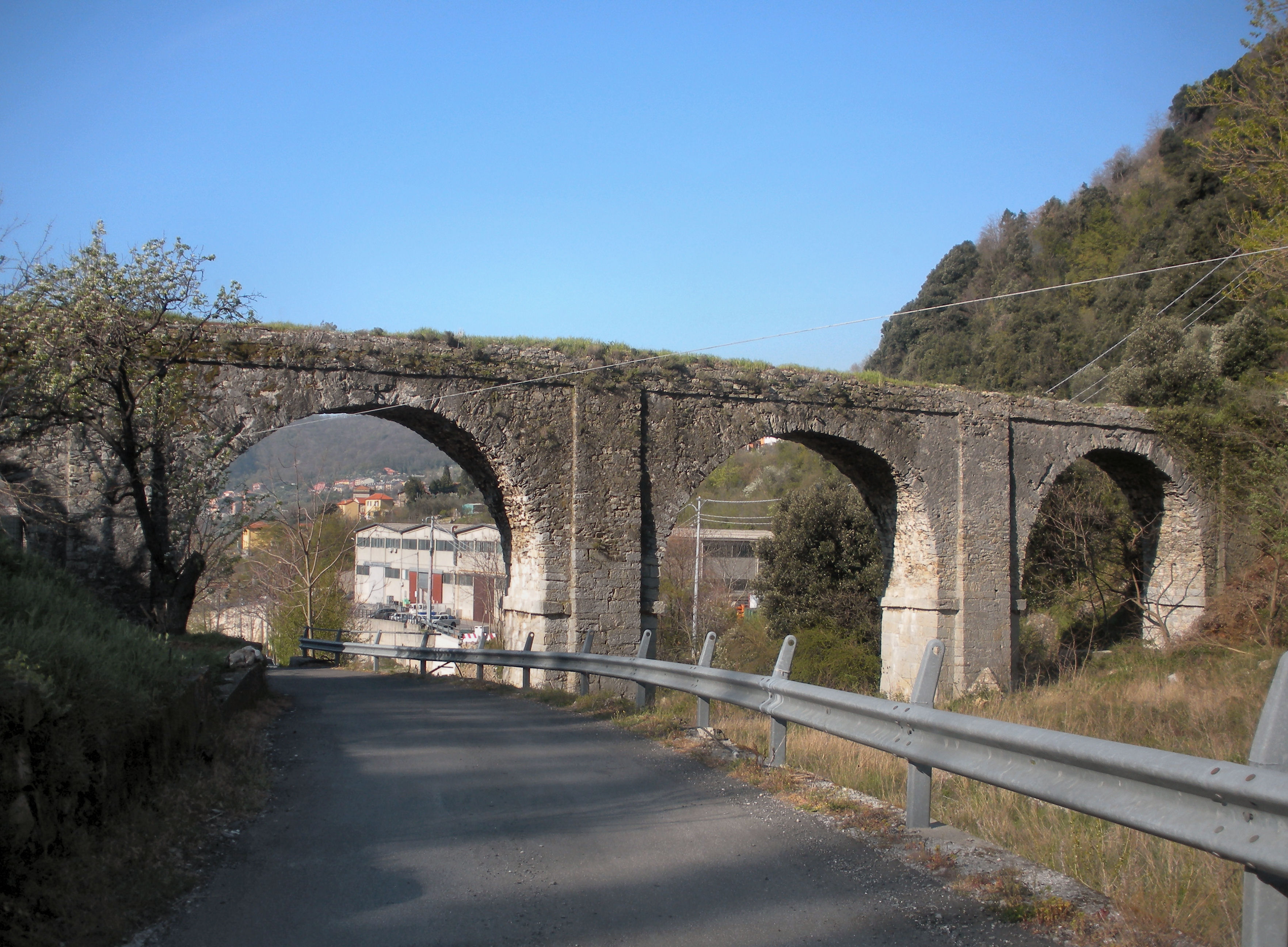
Il ponte-canale seicentesco sul Geirato
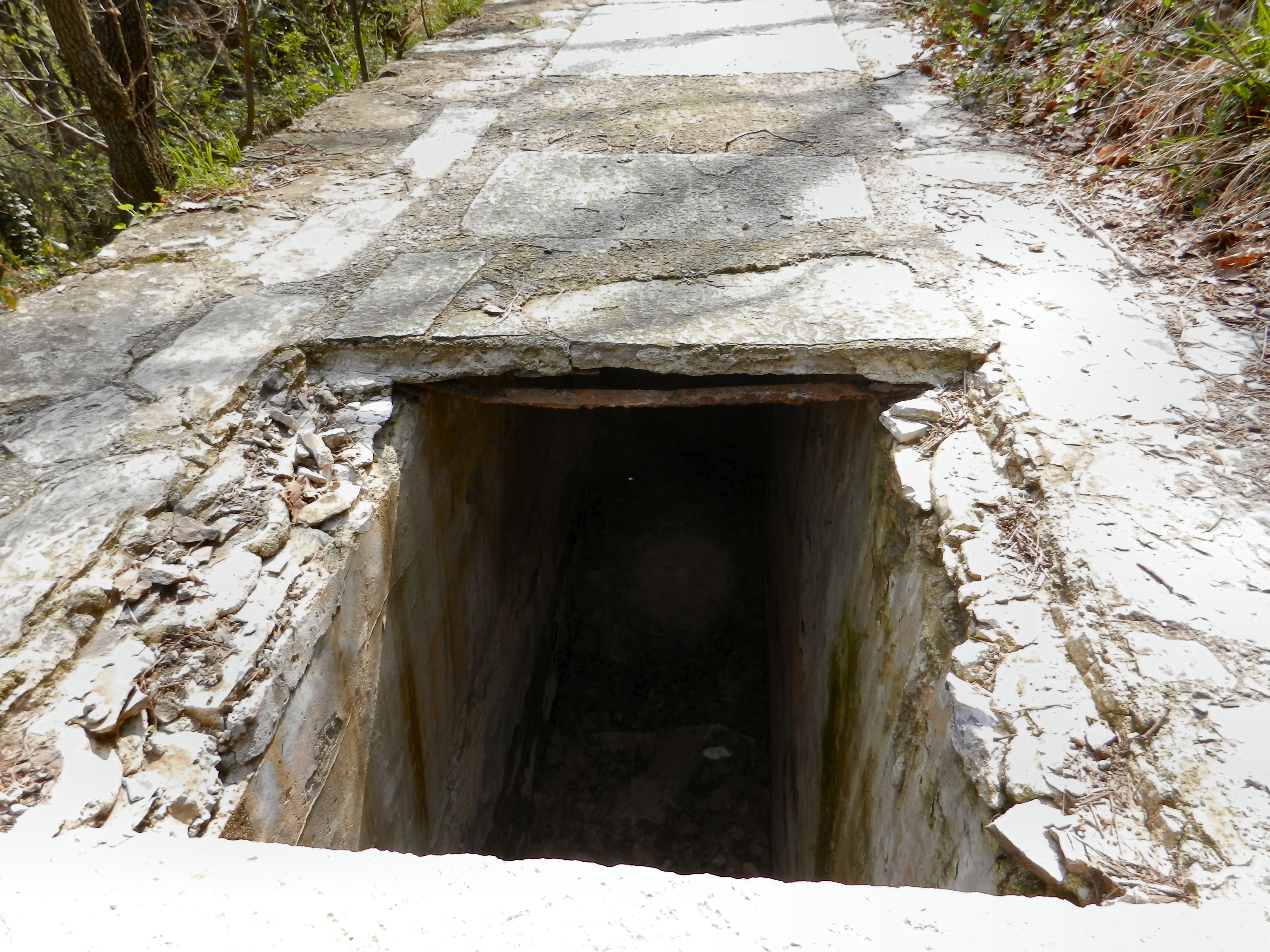
L'interno del canale in un tratto privo di copertura nella valle del rio Trensasco
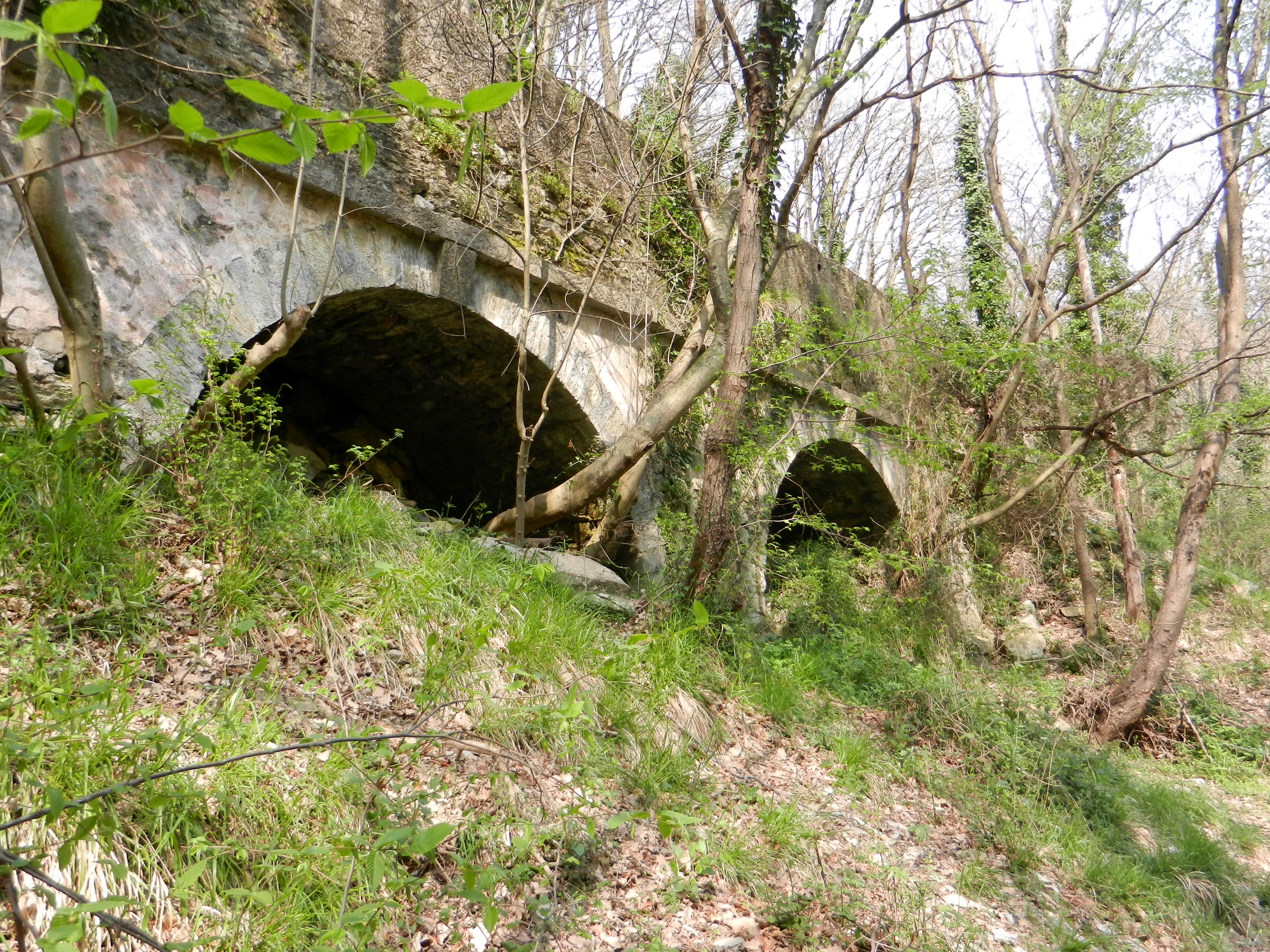
Archi di sostegno dell'acquedotto nei pressi della presa di Trensasco
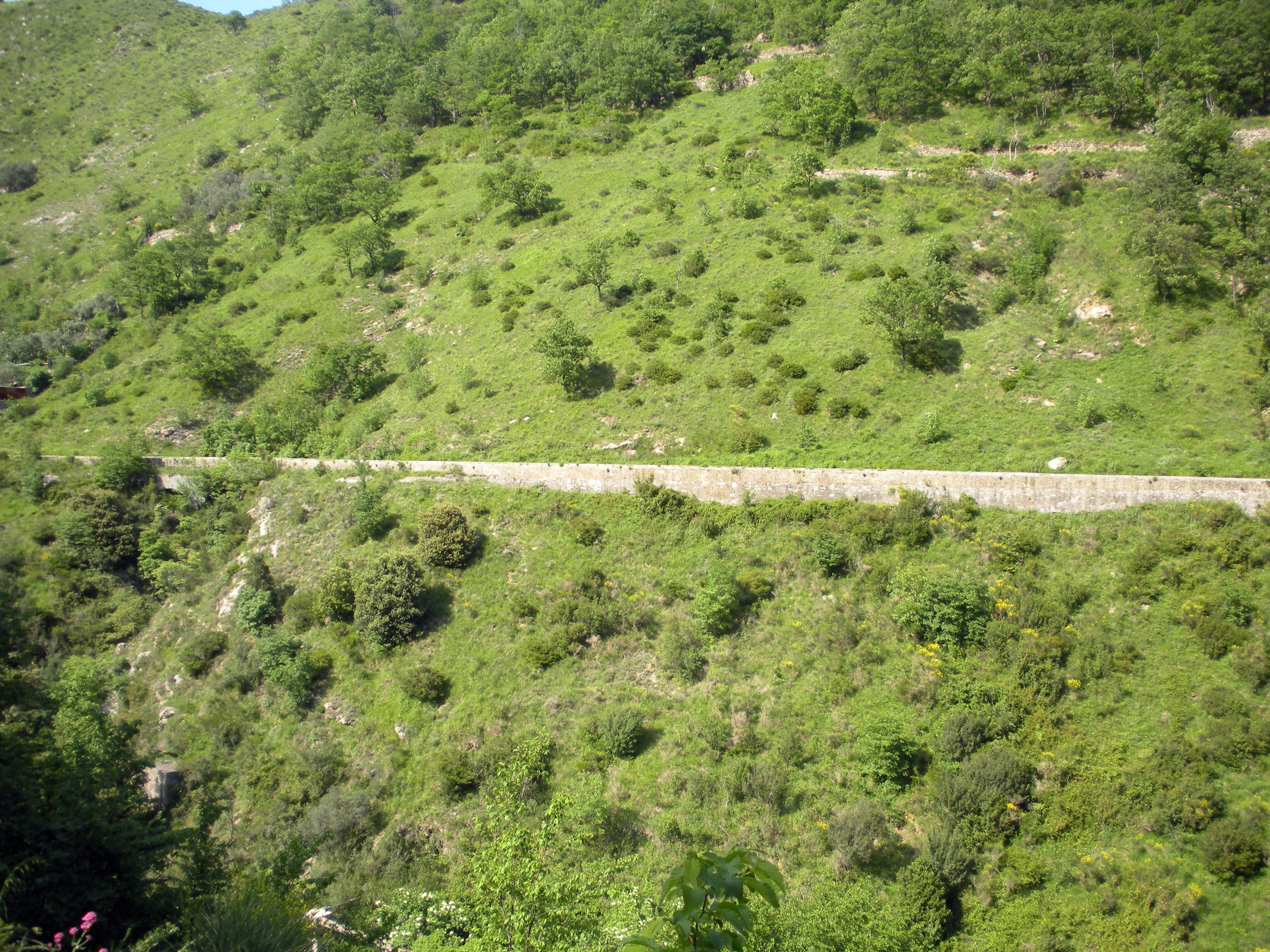
Il tratto dell’acquedotto che risale il rio Cicala
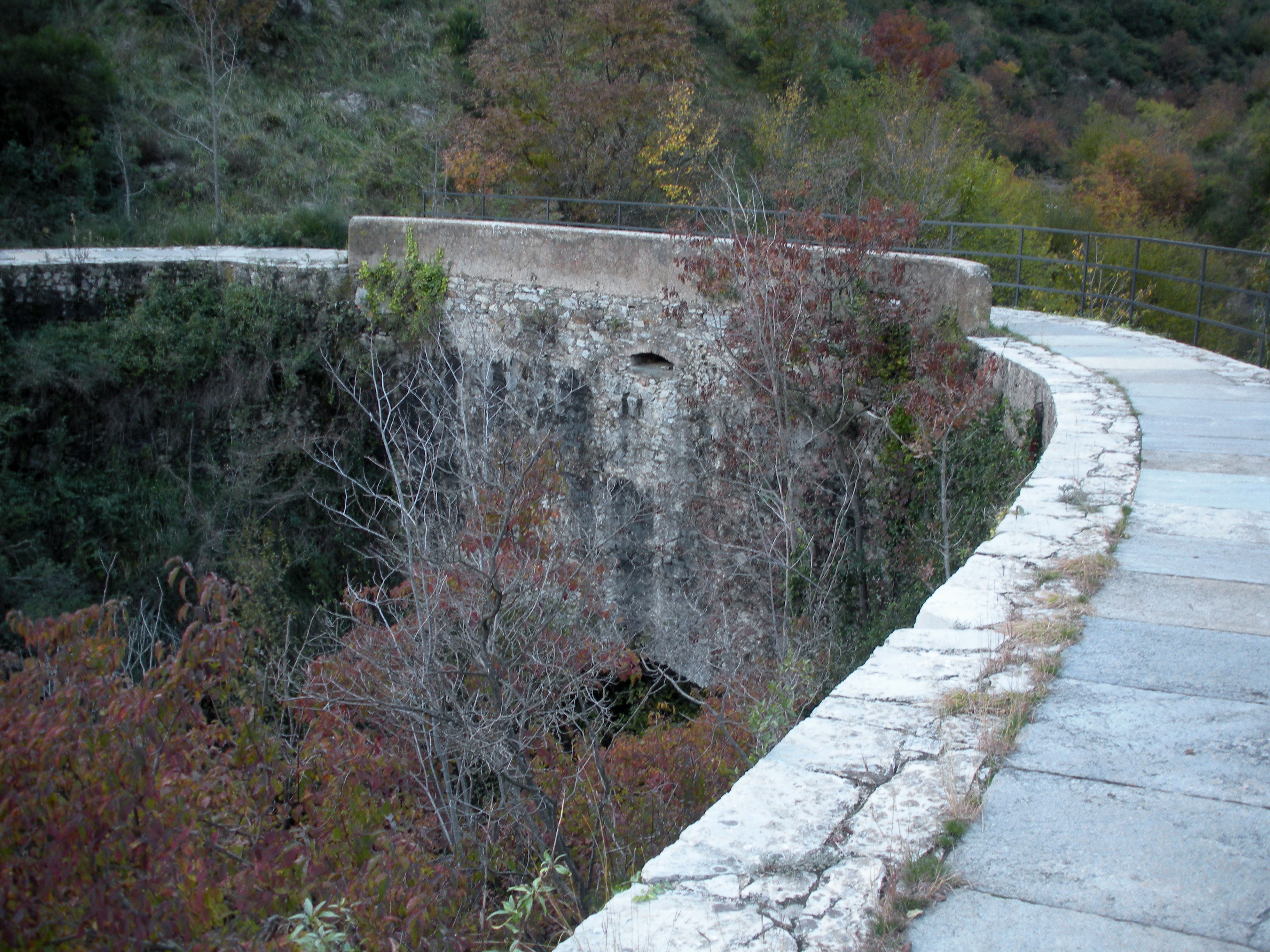
Il piccolo ponte-canale alla testata del rio Cicala
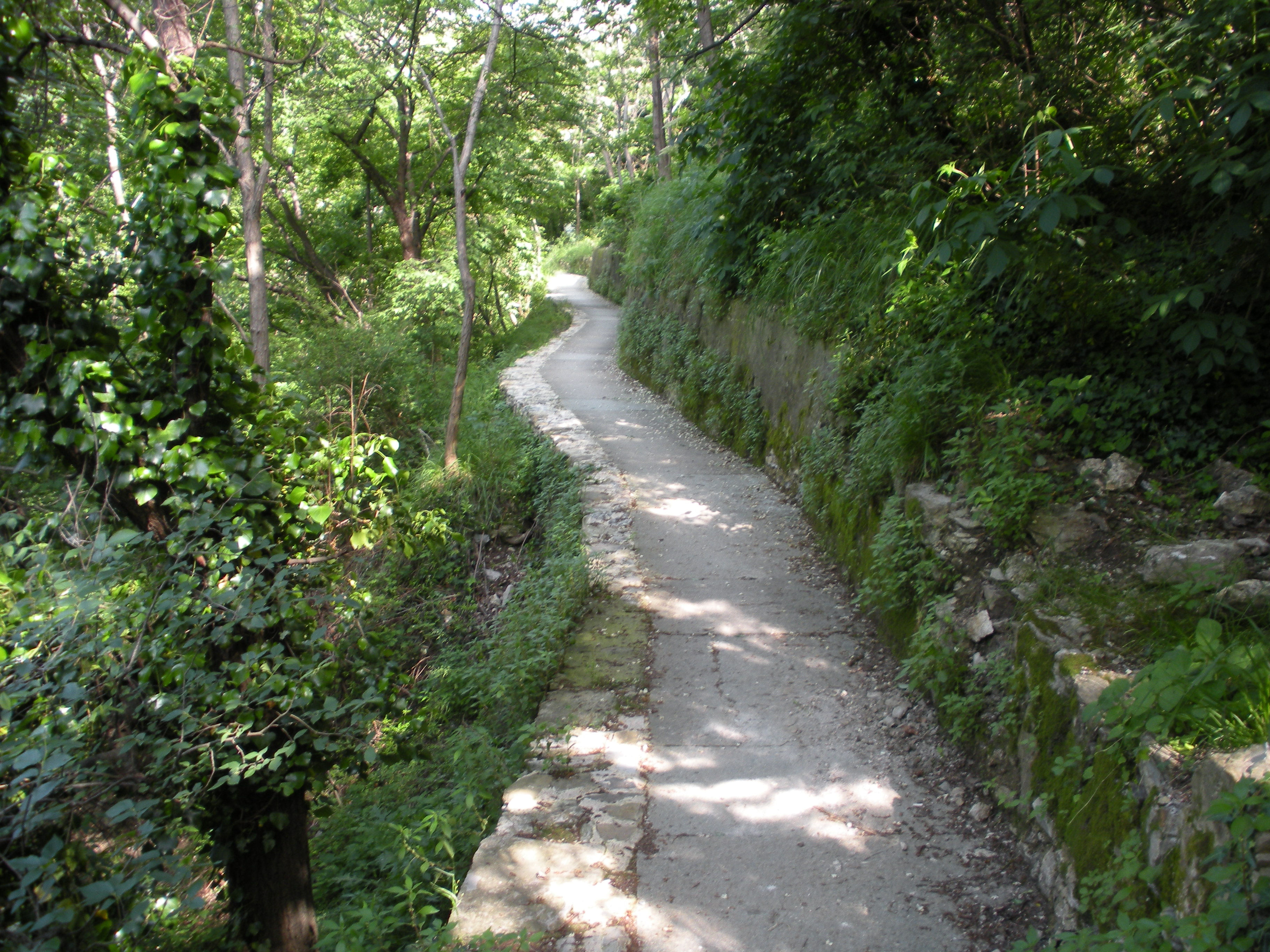
Il sentiero dell’antico acquedotto nei pressi di Preli
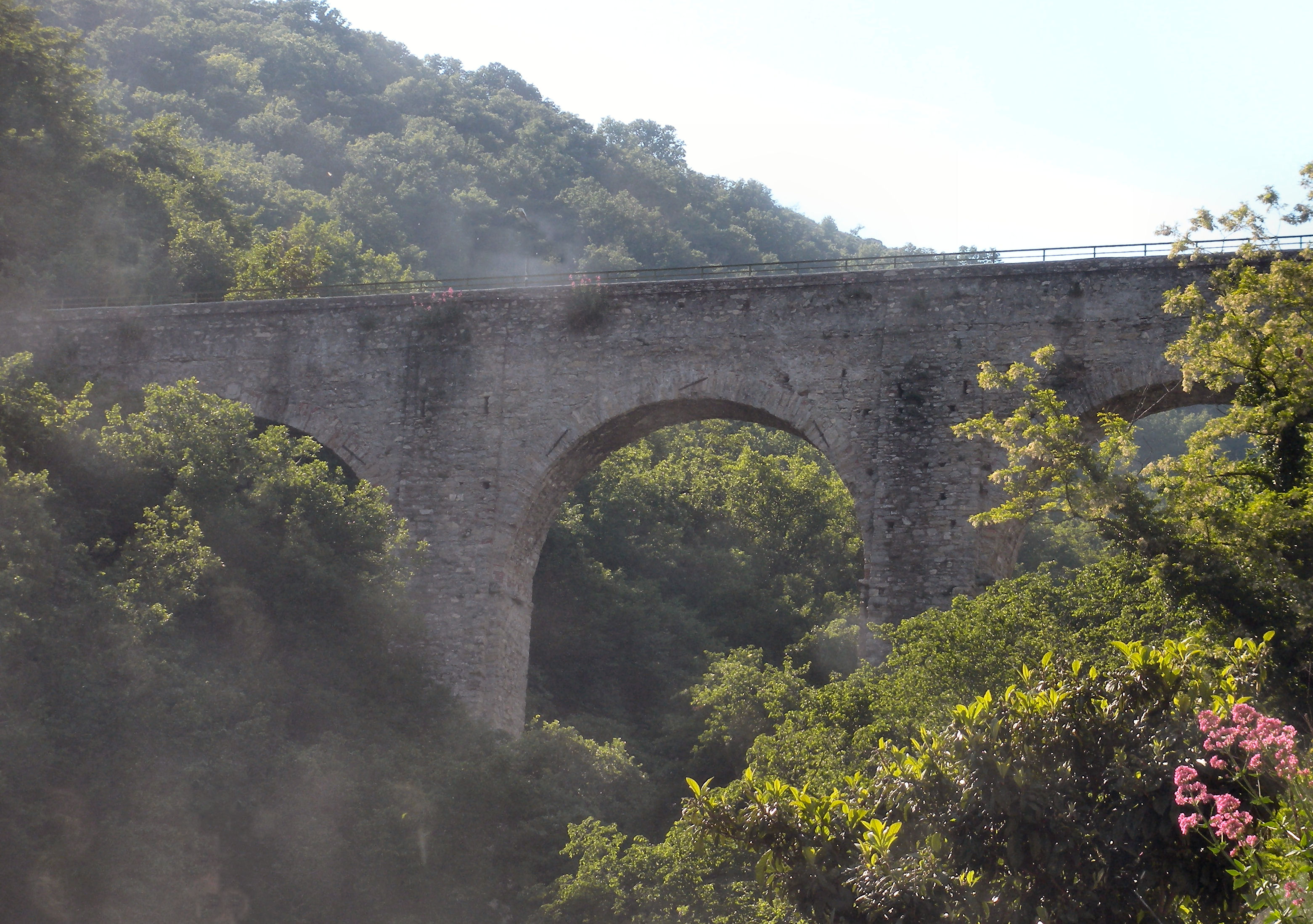
Il ponte-canale di Preli
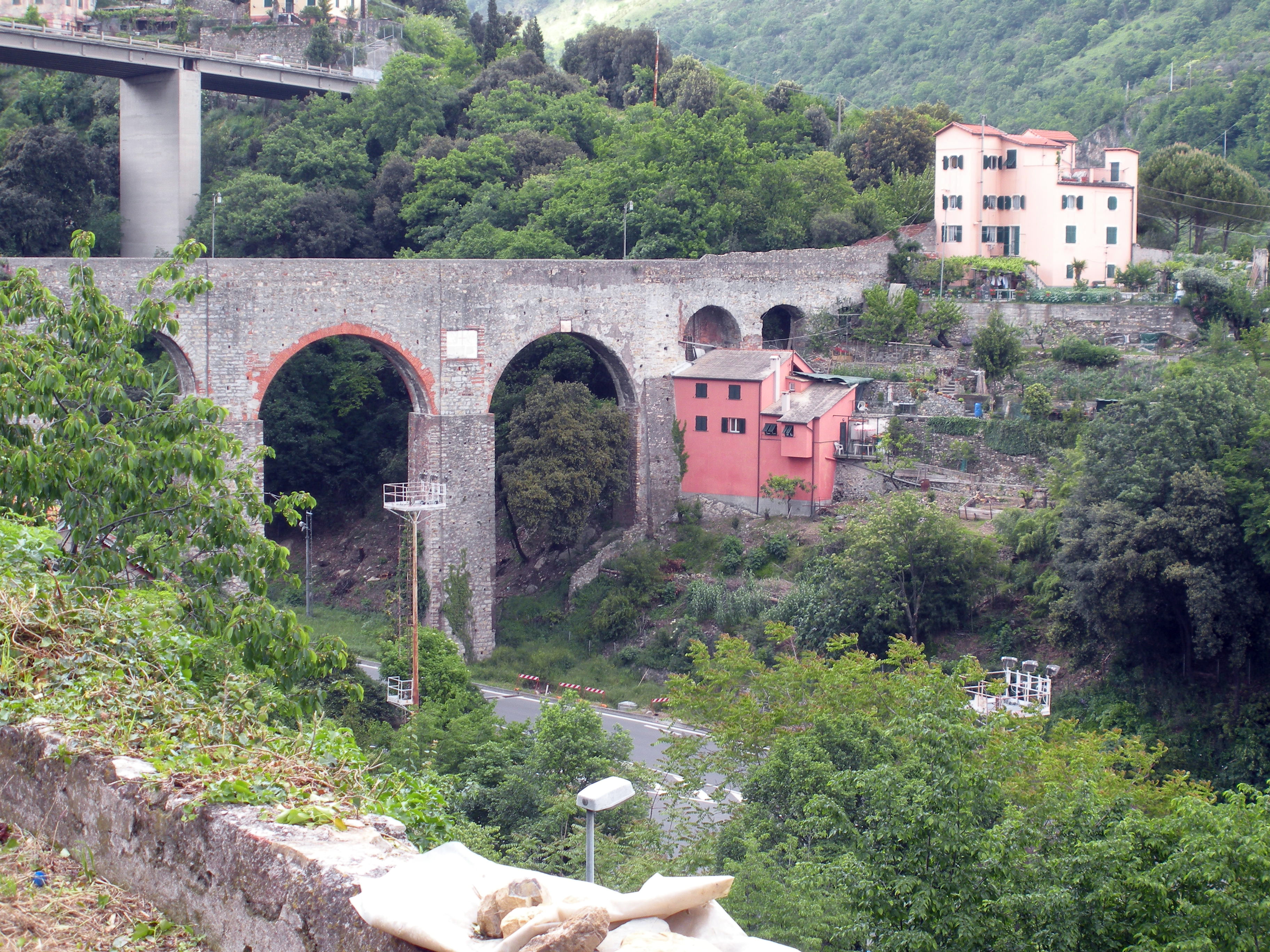
Il ponte-canale di Sant'Antonino
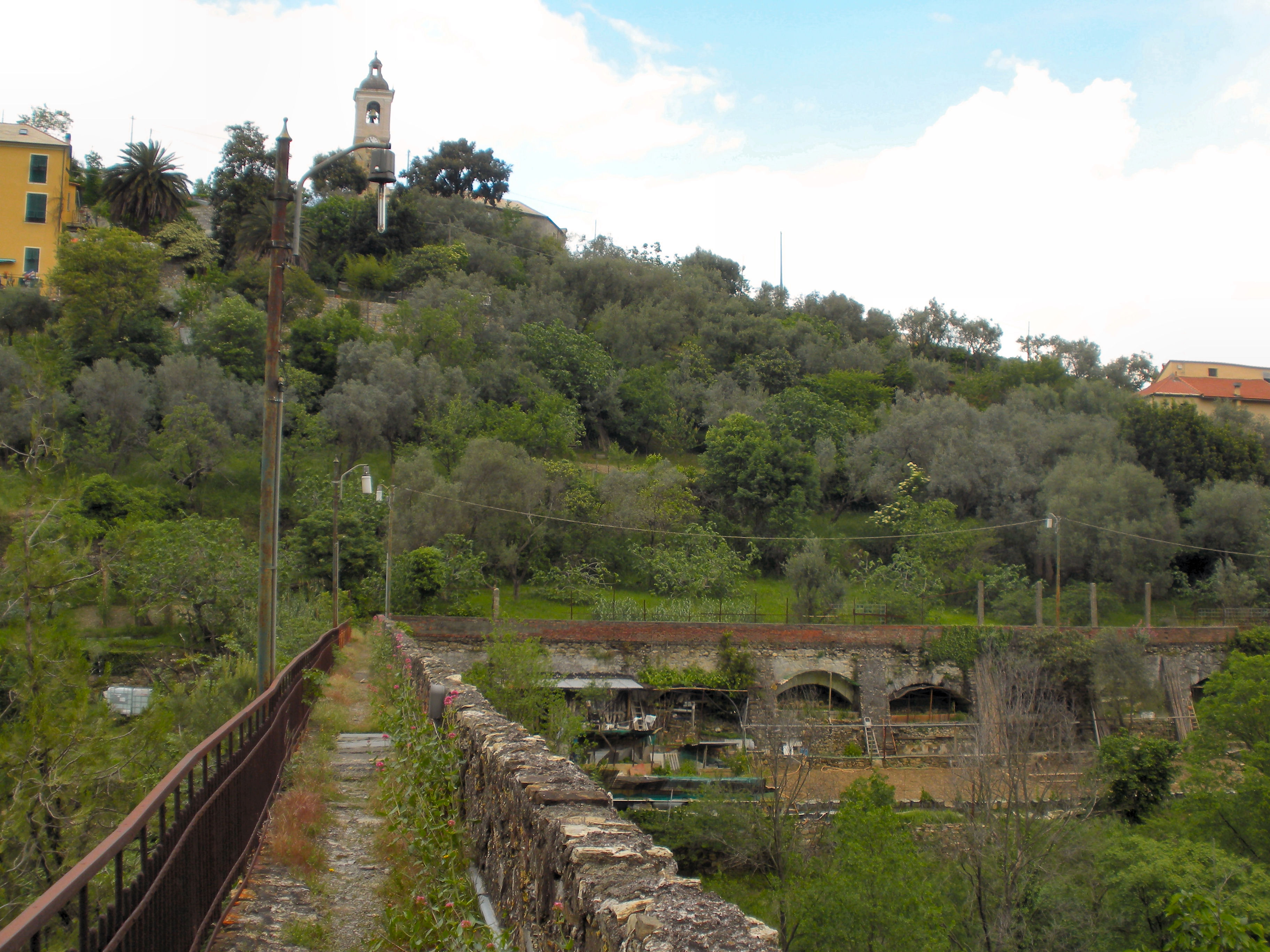
Archi sopraelevati dell’acquedotto nei pressi di Sant'Antonino (visti dal ponte-canale di San Pantaleo)
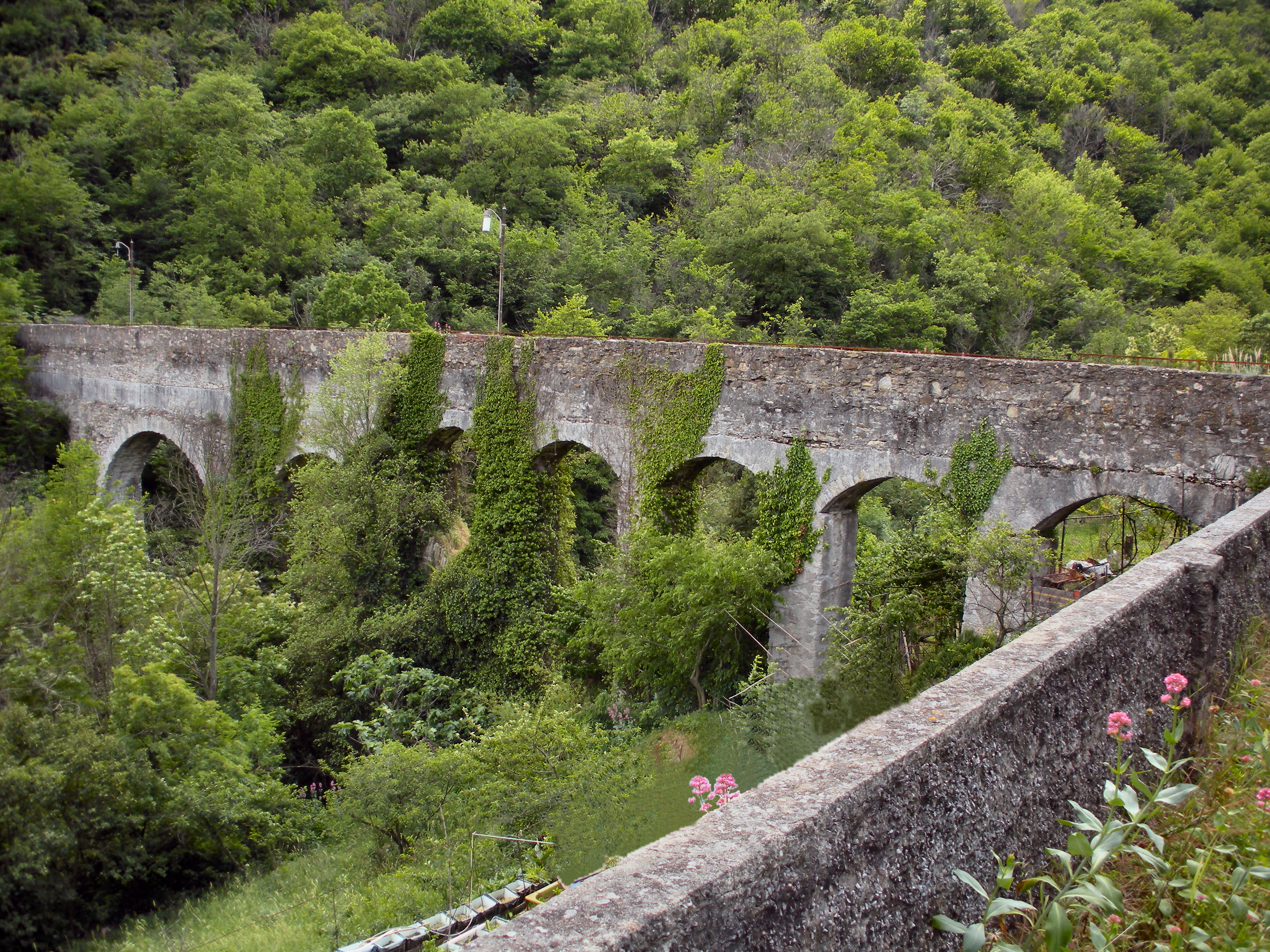
Il ponte-canale di S. Pantaleo
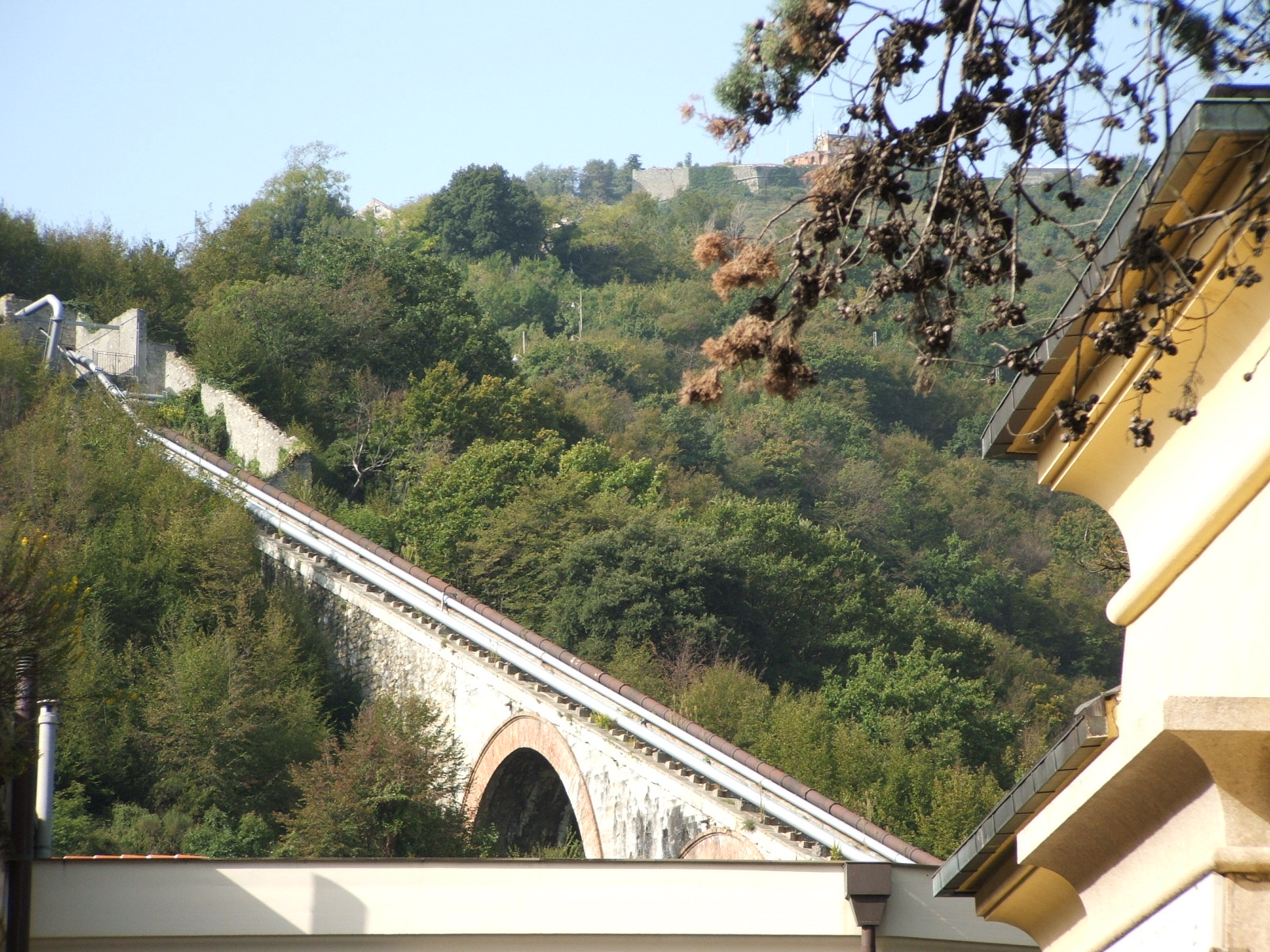
L'acquedotto nel punto in cui attraversa il cimitero monumentale di Staglieno
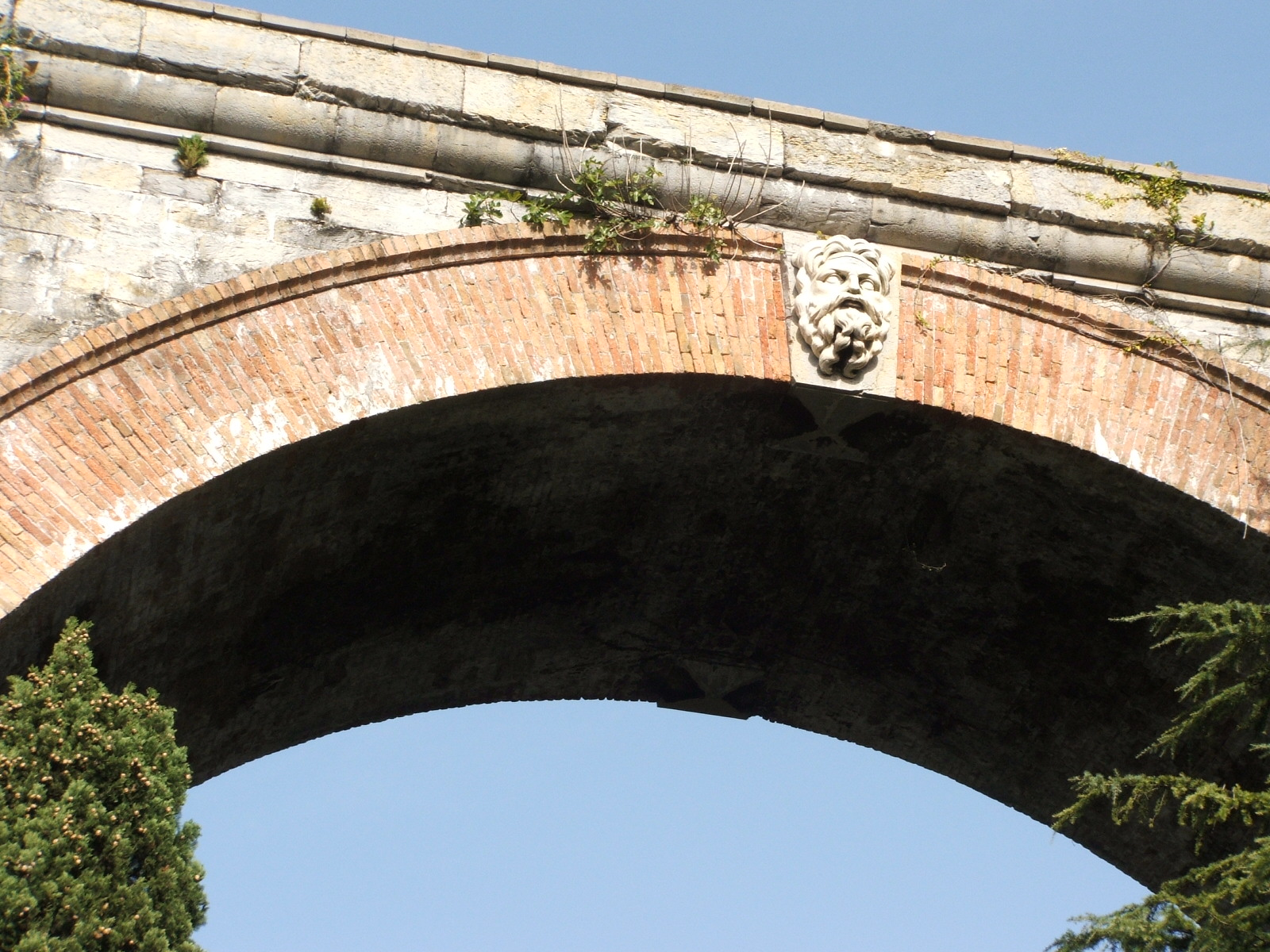
L'acquedotto visto dall'interno del cimitero monumentale di Staglieno: particolare di un'arcata
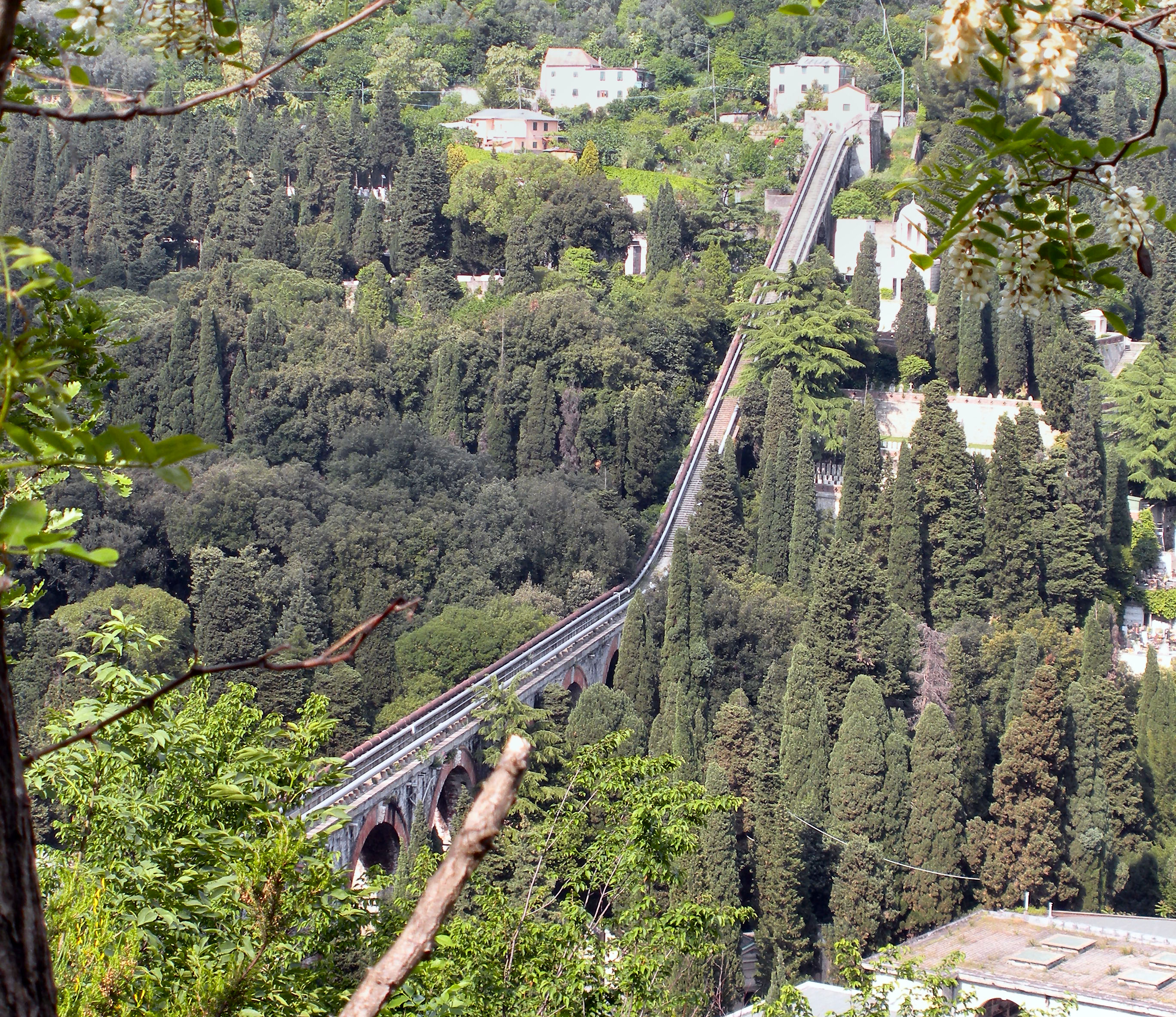
Panoramica del ponte-sifone del Veilino
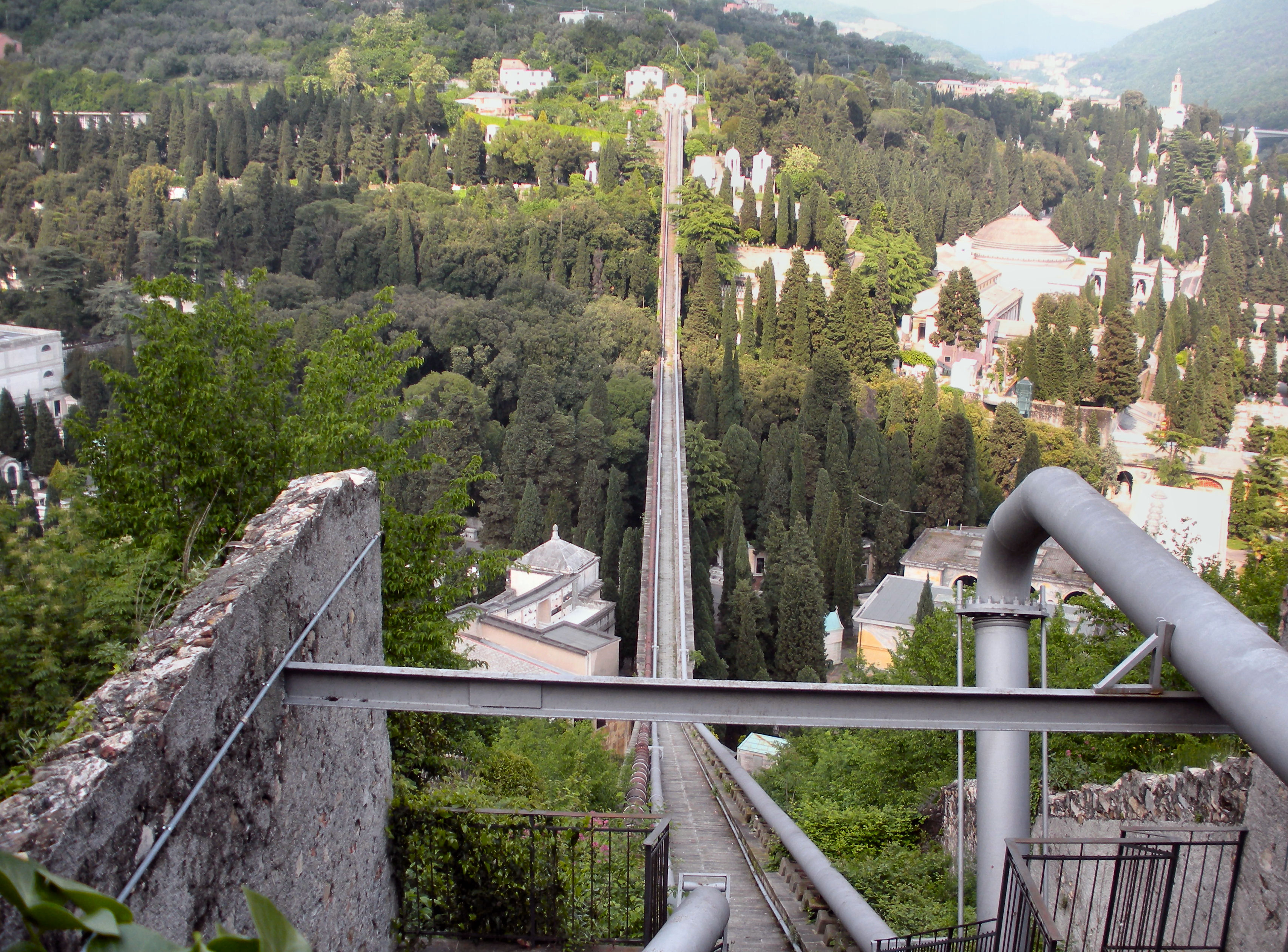
Il ponte-sifone del Veilino visto dal colle di San Pantaleo
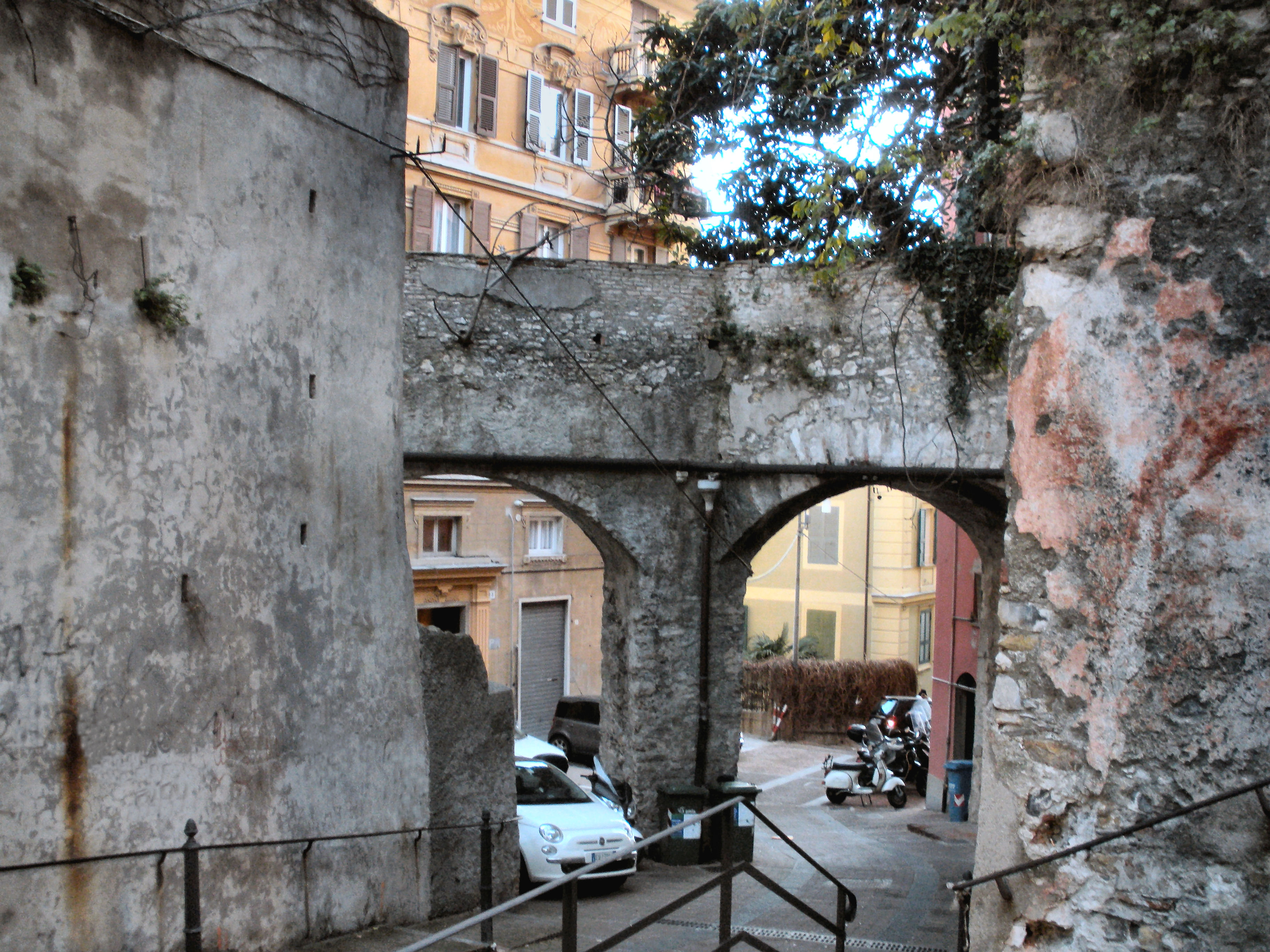
Il ponte-canale di salita San Gerolamo, nei pressi della spianata di Castelletto